# Могъщият Джо Янг
„Могъщият Джо Янг“ (на английски: Mighty Joe Young) е американски епичен приключенски филм от 1998 г., базиран на едноименния филм от 1949 г. за едноименната гигантска горила. Режисьор е Рон Ъндърууд и във филма участват Бил Пакстън, Шарлиз Терон, Раде Шербеджия, Навийн Андрюс, Реджина Кинг и Дейвид Пеймър.